# 土岐市立土岐津中学校
土岐市立土岐津中学校（ときしりつ ときつちゅうがっこう）は、岐阜県土岐市にある公立中学校。

## 沿革
- 1947年（昭和22年）4月 - 土岐郡土岐津町に土岐津町立土岐津中学校が開校。土岐津小学校の校舎の一部を仮校舎とする。
- 1951年（昭和26年） - 新校舎が完成。生徒の一部が移る。
- 1952年（昭和27年） - 校舎を増築。生徒全員が移る。
- 1955年（昭和30年）2月1日 - 泉町、駄知町、下石町、妻木町、土岐津町、肥田村、曽木村、鶴里村が合併し土岐市が発足。同時に土岐市立土岐津中学校に改称する。
- 1986年（昭和61年） - 校舎（鉄筋コンクリート造）が完成。
- 1987年（昭和62年） - 体育館が完成。

## 通学区域[1]
- 土岐津町高山（字向田を除く）
- 土岐口北町
- 土岐口中町
- 土岐口南町
- 御幸町
- 土岐ヶ丘
- 泉町久尻（字土合の一部）

## 進学前小学校
- 土岐津小学校